# ژئوفیزیک قانونی
ژئوفیزیک قانونی (انگلیسی: Forensic geophysics) شاخه‌ای از علوم قانونی است و به مطالعه، جستجو، مکان‌یابی و نقشه‌برداری از اشیاء یا عناصر مدفون در زیر خاک یا آب با استفاده از ابزارهای ژئوفیزیک برای اهداف قانونی می‌پردازد. تکنیک‌های ژئوفیزیکی مختلفی برای تحقیقات در پزشکی قانونی وجود دارد که در آن نشانه‌هایی مدفون شده‌اند (از سلاح‌ها یا بشکه‌های فلزی گرفته تا دفن انسان‌ها و سنگرها). روش‌های ژئوفیزیکی پتانسیل کمک به جستجو و بازیابی این نشانه‌ها را دارند، زیرا می‌توانند به‌طور غیرمخرب و سریع مناطق وسیعی را که در آن یک نشانه مشکوک، دفن غیرقانونی یا پنهان شده است، بررسی کنند. هنگامی که در سطح زیرین خاک تفاوت خواص فیزیکی بین یک نشانه و ماده‌ای که در آن دفن شده است وجود داشته باشد، می‌توان دقیقاً محل پنهان شدن نشانه را مشخص کرد. ژئوفیزیک قانونی یک تکنیک در حال تکامل است که در حال افزایش محبوبیت و اعتبار در اجرای قانون است.
اشیاء جستجوشده شامل قبرهای مخفی قربانیان قتل می‌شود. همچنین شامل دفن‌های بدون علامت در قبرستان‌ها و گورستان‌ها، سلاح‌های مورد استفاده در فعالیت‌های مجرمانه و جرایم زیست‌محیطی است که به‌طور غیرقانونی موادی بر روی زمین ریخته می‌شود.
تکنیک‌های مختلف ژئوفیزیک وجود دارد که می‌توان از آن‌ها برای شناسایی یک شیء مدفون شده نزدیک به سطح زمین استفاده کرد. قبل از بررسی‌های ژئوفیزیک آزمایشی باید یک مطالعه کامل (شامل نقشه‌ها)، بررسی ابزار، شناسایی سایت و مطالعات کنترلی انجام شود و سپس بررسی‌های ژئوفیزیکی کامل در تحقیقات مرحله‌ای انجام شود. همچنین توجه داشته باشید که باید از سایر تکنیک‌های جستجو برای اولویت‌بندی مناطق مشکوک، برای مثال سگ‌های جسدیاب یا ژئومورفولوژیست‌های قانونی، استفاده شود.